# Huishouden

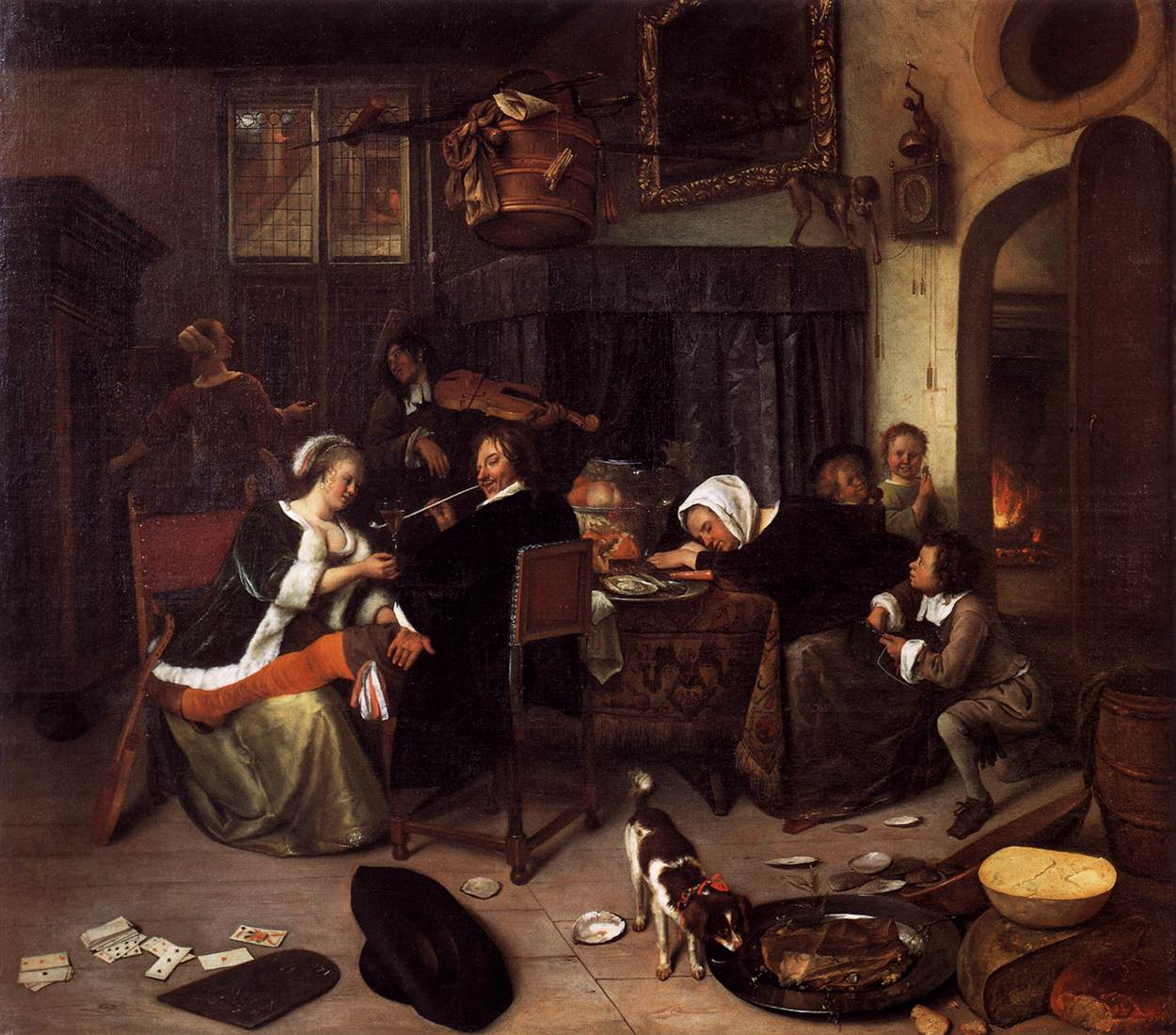
Een huishouden, geschilderd door Jan Steen

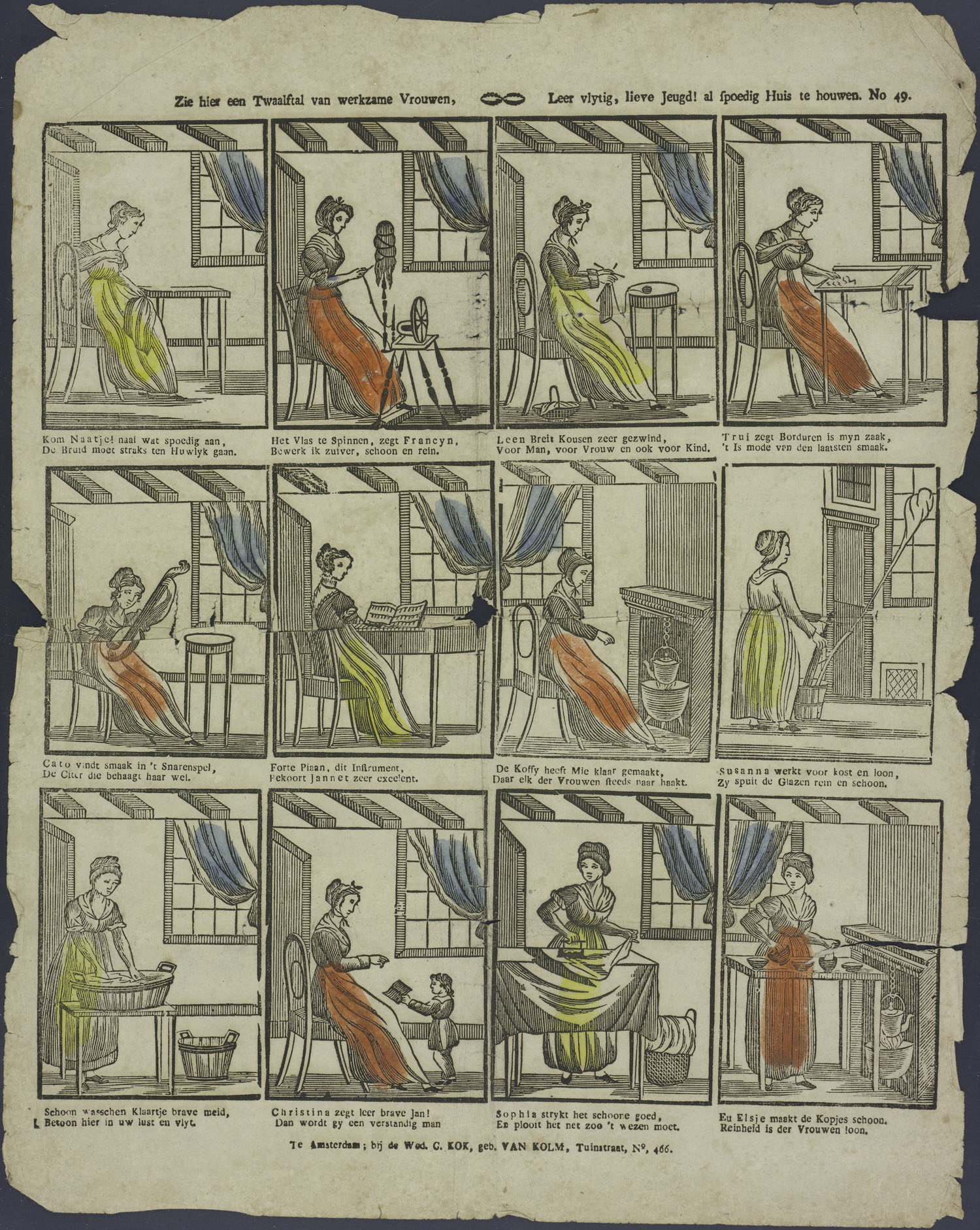
Bezigheden van de vrouw volgens een centsprent (ca. 1845): naaien, spinnen, breien, borduren, citer spelen, forte piano spelen, koffie zetten, glazen wassen, kleding wassen, onderwijzen, strijken, afwassen

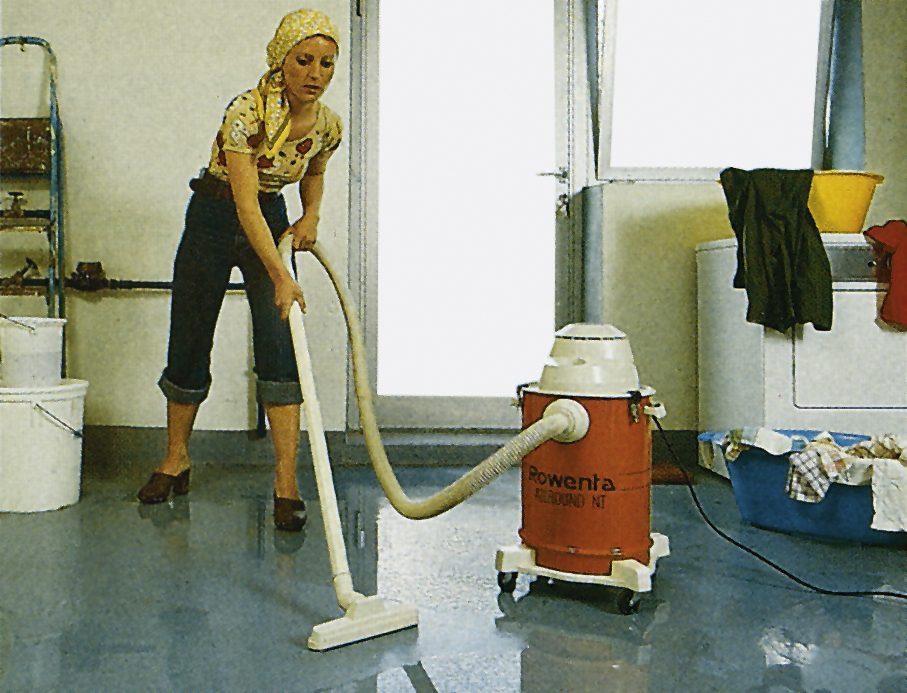
Stofzuigen

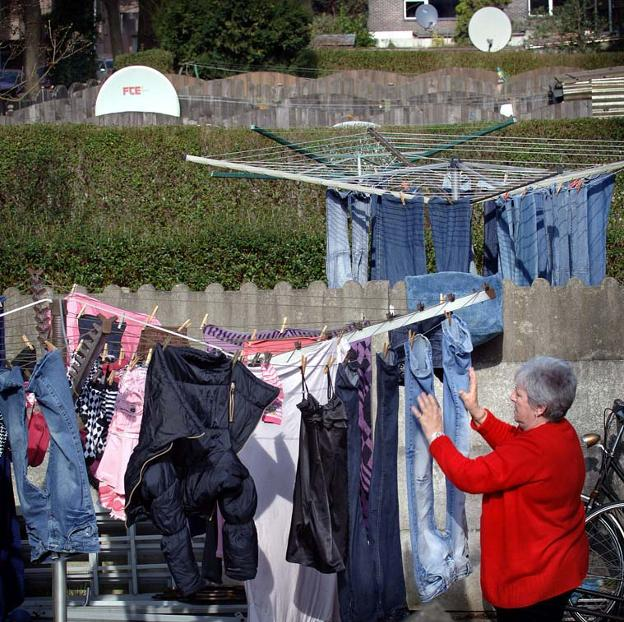
Was drogen

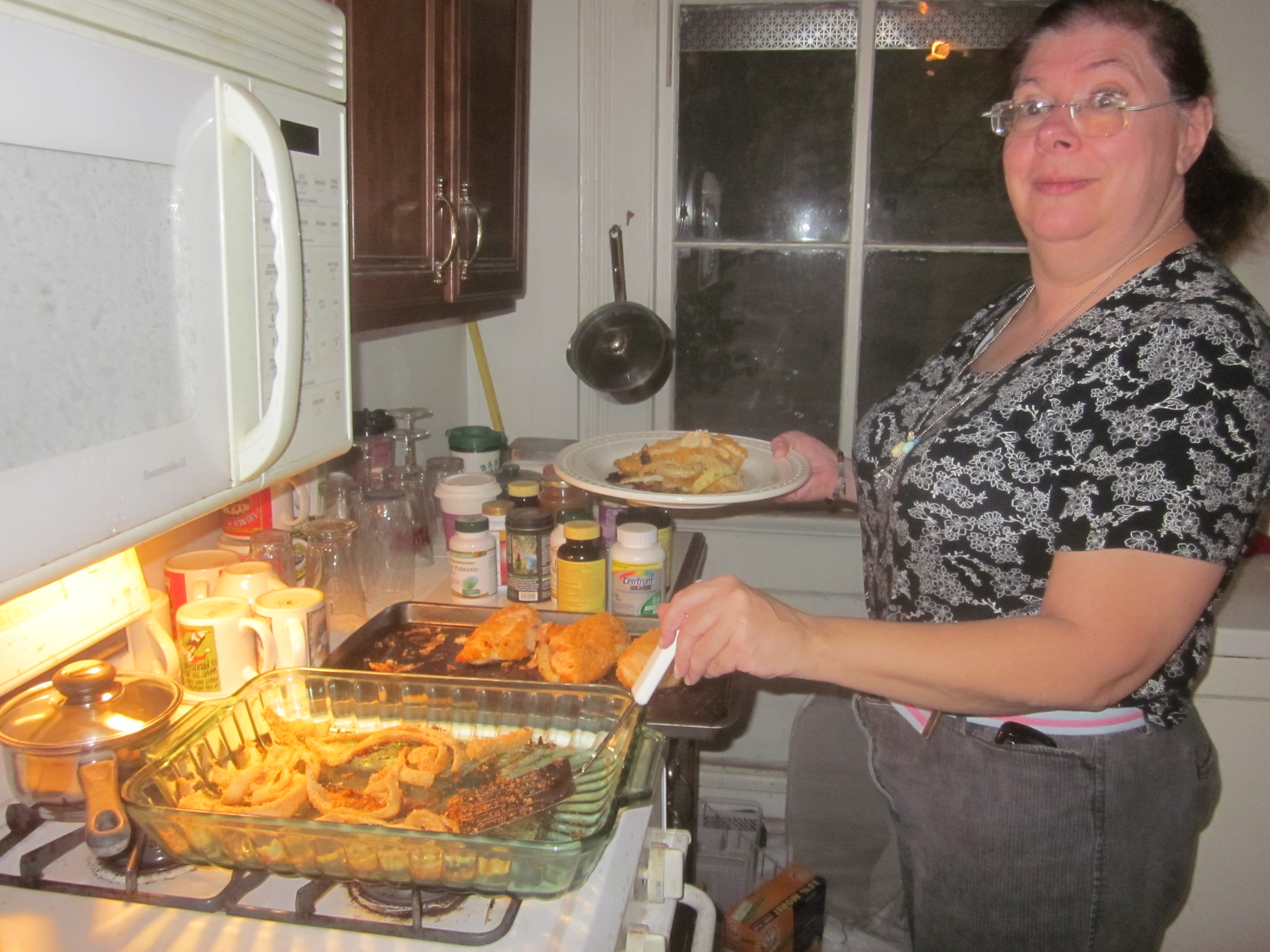
Eten koken

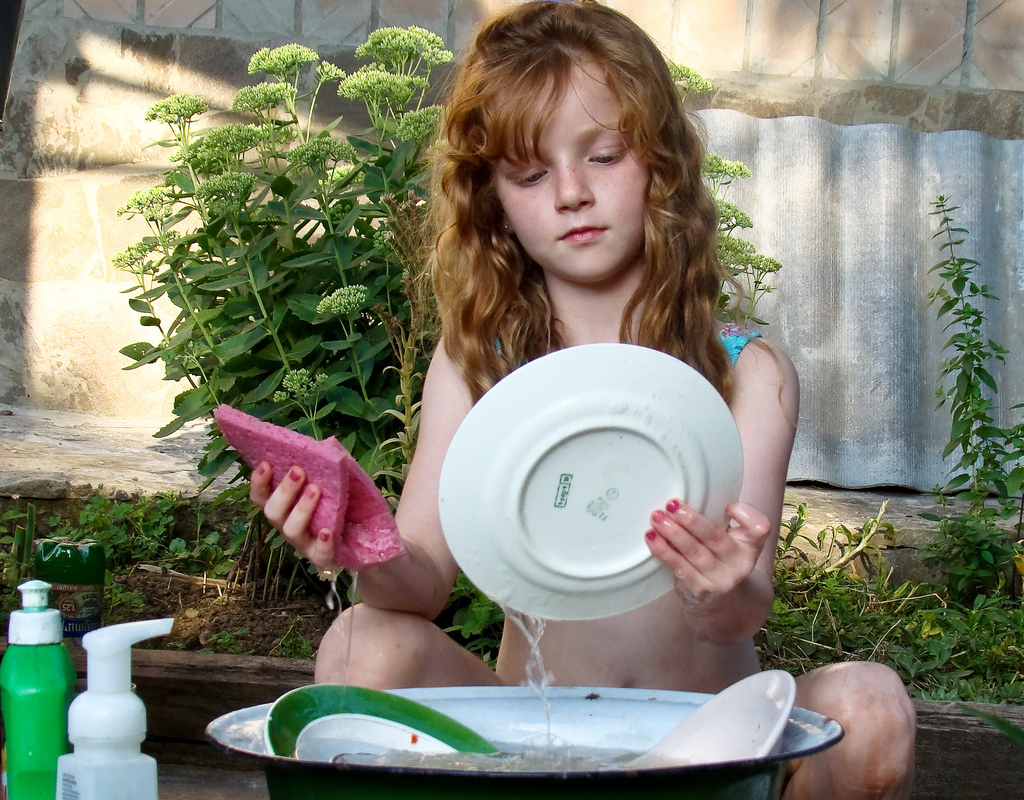
Kind dat afwast

Een huishouden is zowel een economische eenheid (zoals een gezin of woongemeenschap) als de organisatie van de bijbehorende werkzaamheden om in de voeding, kleding en het onderdak van dat huishouden te voorzien. De leden van een huishouden wonen in één woning.
Iemand die veel werkt in het eigen huishouden wordt wel een huisvrouw of huisman genoemd.

## Geschiedenis
Een oikos, meervoud oikoi (Oudgrieks: οἶκος, meervoud: οἶκοι) is het equivalent van onder meer huis, familie, gezin, huishouden. De oikos was de hoeksteen van de samenleving tijdens de klassieke periode. Deze kleinste eenheid binnen de Griekse gemeenschap van vrije burgers werd gevormd door de wettige verwanten van een man, die bij hem in huis woonden, zijn slaven en zijn concubines. De basis daarvan werd indertijd gevormd door de kleros, een stuk land waarvan de man zowel juridisch als economisch eigenaar was.
In de burgerlijke samenleving ontstond het kostwinnersmodel met een grote nadruk op vrouw-man-verschillen. De gehuwde vrouw moest zich volledig bezighouden met gezin en huishouden, soms leidend tot het huisvrouwensyndroom. De man fungeerde daarbij als kostwinner. Sinds de tweede feministische golf zijn de rollen minder sterk geslachtsgebonden en zijn meer vrouwen economisch zelfstandig.
Tussen beide wereldoorlogen kwam de elektrificatie van het huishouden op gang toen huishoudelijke apparatuur klein genoeg gemaakt kon worden. Dit betekende een verlichting van de huishoudelijke taken.

## Onderdelen
In het algemeen bestaat een huishouden uit de volgende elementen:
- Deelnemers
- Werkzaamheden
- Financiën

### Deelnemers
Een huishouden kan uit één of meer personen bestaan. De samenstelling van een huishouden kan veranderen door onder meer geboorte of sterfte, maar ook door vertrek (van een partner bij scheiding, of bijvoorbeeld van een volwassen kind) of intrek (bijvoorbeeld vanwege samenwonen of de opvang van een pleegkind). Ook huisdieren kunnen bij een huishouden horen.
Huishouden kan zowel betaald als onbetaald worden uitgevoerd. De huishoudster of huishouder voert de huishouding in opdracht van de werkgever en wordt hiervoor betaald. De huishoudster of huishouder is een betaalde vervanging van de huisvrouw of -man. Beroepen die sterk te maken hebben met huishoudelijke werkzaamheden zijn onder andere een huishoudelijke hulp, een tuinman, een klusjesman, een glazenwasser of belastingadviseur.

### Werkzaamheden
Er zijn vele werkzaamheden in een huishouden uit te voeren, van de dagelijkse zorg voor voeding en kleding, tot schoonmaken en onderhoud van de woning en de buitenruimte, zoals een tuin of balkon; ook de verzorging van eventuele huisdieren hoort bij de taken van een huishouden. Voor huishoudelijke werkzaamheden worden ook apparaten gebruikt. Activiteiten vallen in een van de volgende hoofdcategorieën: opruimen, schoonmaken of verbeteren.
Enkele activiteiten binnen het huishouden zijn:
- wassen van kleding en huishoudelijk textiel
- strijken en verstellen van kleding
- afstoffen van meubels en ander huisraad
- stofzuigen
- dweilen van vloeren
- de boodschappen en andere inkopen doen
- bewaren van voedsel op een veilige manier
- maaltijden bereiden, eten koken
- afwassen van de vaat
- ramen lappen
- onderhoud van de woning en apparaten (storingen (laten) verhelpen)
- planken ophangen
- meubilair repareren
- tuin verzorgen
- onderhoud apparatuur
- vloeren leggen
- lampen ophangen
- organisatie van het huishouden (zoals planning van de werkzaamheden en taken verdelen, ook wel emotionele arbeid)
- administratie

Enkele doelstellingen van een huishouden kunnen zijn: het verbeteren van
- het comfort van deelnemers
- de efficiëntie van het huishouden
- de ecologische voetafdruk; met behulp van de voetafdruktest van het WNF kan beoordeeld worden welke invloed een huishouden heeft op de omgeving.[1]

### Financiën

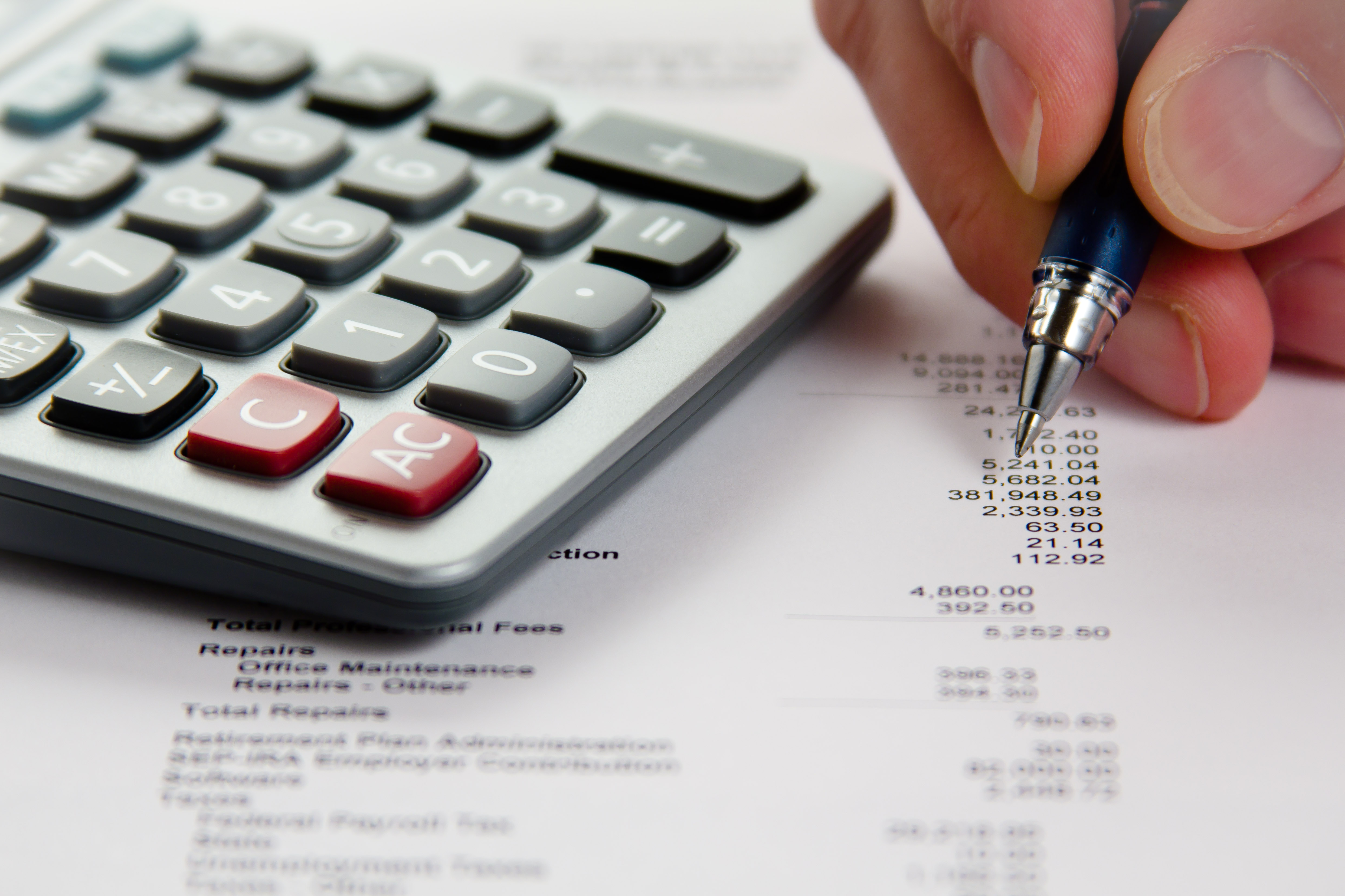
Financiën beheren

Om een huishouden draaiende te houden, zijn financiële middelen nodig. Financiën bestaan uit inkomsten, uitgaven, spaargeld en schulden. Om overzicht te houden, kun je een boekhouding voeren met een begroting, een kasboek en een balans. Als er geld over is nadat alle betalingen zijn gedaan, kan dit overschot worden gespaard of er kunnen investeringen mee gedaan worden. Later, als het geld weer nodig is of de omstandigheden van de investeringen verslechteren, zullen desinvesteringen nodig zijn. 
Spaargeld is onder andere bedoeld als appeltje voor de dorst, een financiële buffer of reserve om tegenslagen op te vangen. Een financiële reserve kan gebruikt worden om direct onverwachte, grotere en noodzakelijke uitgaven te betalen als ze zich voordoen, zoals bij een kapotte wasmachine of een lekkend dak.
Om de financiën goed te beheren, kan een begroting worden gemaakt en een overzicht van uitgaven en inkomsten bijgehouden worden, bijvoorbeeld in de vorm van een kasboek. Belangrijke documenten als garantiebewijzen, aankoopbewijzen (zoals kassabonnen en facturen) en verzekeringspolissen moeten wettelijk bewaard worden. Bij het Nibud is hiervoor een tabbladenset verkrijgbaar. Elk jaar moet er ook belastingaangifte worden gedaan.
In geval van een beperkt budget kan in Nederland via de toeslagenwet aanspraak gemaakt worden op diverse toeslagen. Bij schuld kan sprake zijn van schuldhulpverlening.

## Overige betekenissen van het begrip
In de economische wetenschap wordt de term "huishouding" veel breder gebruikt. Dan gaat het om elke economische eenheid, alle soorten organisaties die deelnemen aan de economie. Naast huishoudingen zoals hierboven beschreven, ook bijvoorbeeld ondernemingen, overheden en non-profit organisaties. 
Het woord huishouden of huishouding komt ook in samenstellingen voor: gezinshuishouding, consumptiehuishouding, productiehuishouding, staatshuishouden, wereldhuishouden en waterhuishouden. Huishouding is in deze samenstellingen ook wel synoniem aan beheer of bestuur.
Verder wordt het aantal huishoudens in de statistiek (van bijvoorbeeld de CBS) ook bepaald door het aantal huisadressen te tellen. In 2011 woonden er in Nederland gemiddeld 2,2 personen per huishouden.
Huishouden is ook een werkwoord dat teisteren betekent. Zo kunnen een orkaan, een vloedgolf en een leger huishouden.
De toegepaste wetenschap van het huishouden is de huishoudkunde.
Naar aanleiding van veel schilderijen van Jan Steen wordt een rommelig huishouden wel een huishouden van Jan Steen genoemd.